# 飯塚橋

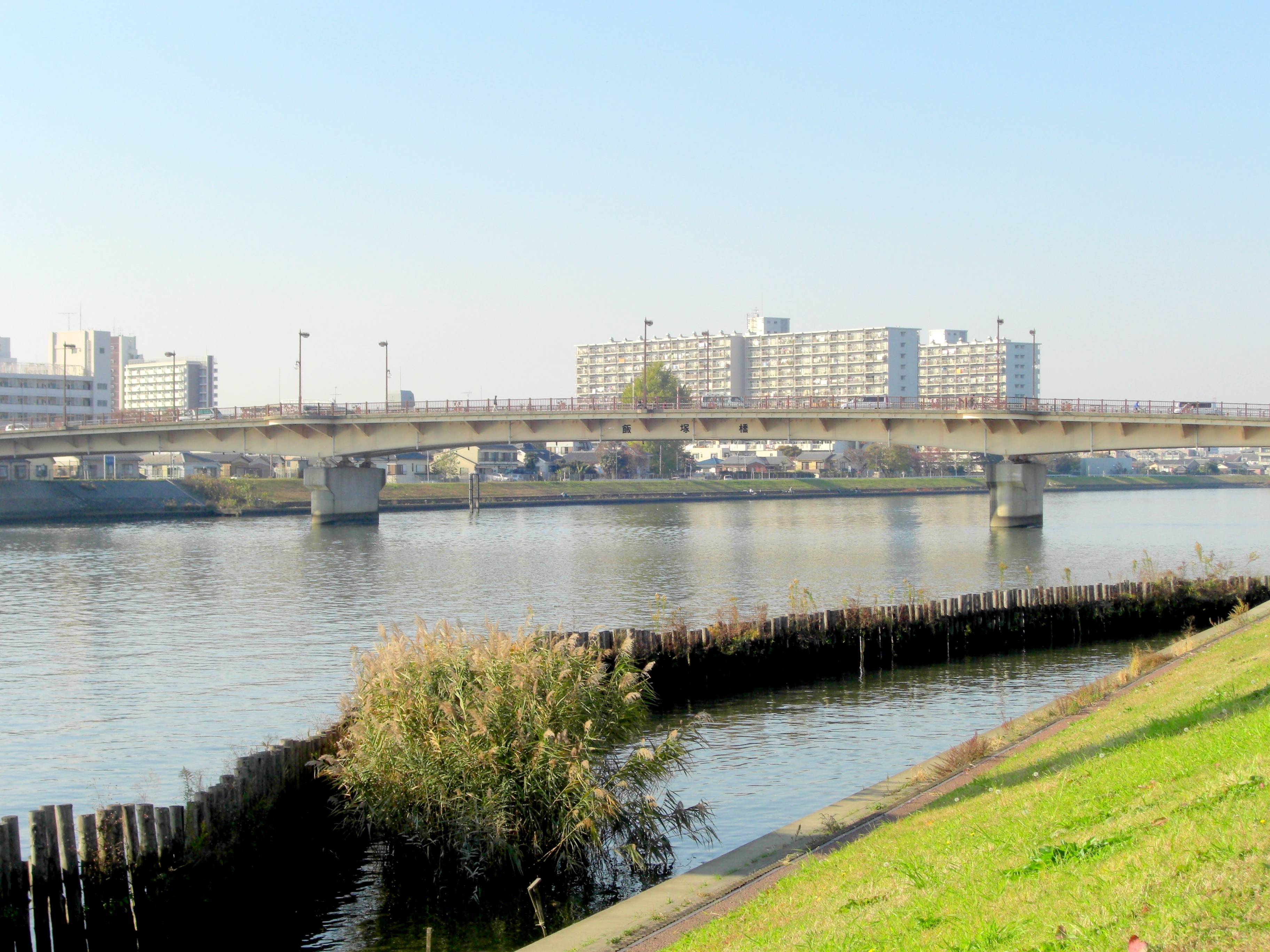
飯塚橋

飯塚橋（いいづかばし）とは、一級河川中川に架かる東京都の道路橋である。

## 概要
東岸の葛飾区南水元二丁目と、西岸の足立区大谷田一丁目・中川五丁目を結び、東京都道501号王子金町市川線を通す。足立区と葛飾区を結ぶ唯一の車・人道橋であり、つねに多くの交通量を抱える。付近に同名のバス停留所もある。

## 橋の諸元
- 道路区分：主要地方道（東京都道501号王子金町市川線）
- 橋長：306.0 m
- 幅員：20.2 m
- 支間割：51.5 m + 65.0 m + 51.5 m[2]
- 形式：鋼箱桁、鋼鈑桁
- 完成：1991年（平成3年）[2]
- 開通：1992年（平成4年）部分開通　/　1994年（平成6年）全面開通
- 管理者：東京都
- 車道：片側2車線

## 旧飯塚橋
1955年（昭和35年）8月 に架橋されたが老朽化により取り壊された。
名称を「大谷田・飯塚橋」にするという案もあったが、渡し船の通称である「飯塚」を引き継ぐ「飯塚橋」と命名された。

## 飯塚の渡し
両岸連絡用の渡し舟のこと。江戸時代より続けられ、近隣地域では中川両岸を結ぶ唯一の連絡交通手段として重宝されてきた。夜間は運行されなかったが、時に急患を対岸の病院へ搬送するために特別に出されることもあった。1955年（昭和35年）に旧飯塚橋が架橋されたため廃止された。

## 隣の橋
- 中川

（上流） - 新中川橋 - 潮止橋 - 飯塚橋 - 常磐線 - 中川橋 - （下流）